# Valvulamminidae
Valvulamminidae es una familia de foraminíferos bentónicos de la superfamilia Eggerelloidea, del suborden Textulariina y del orden Textulariida. Su rango cronoestratigráfico abarca desde el Daniense (Paleoceno superior) hasta la Actualidad.

## Clasificación
Valvulamminidae incluye a las siguientes géneros:
- Arenagula †
- Discorinopsis †
- Valvulammina †